# Terremoto de Guerrero de 2009
El Sismo de Guerrero de 2009 fue un sismo ocurrido el 27 de abril de 2009, con una magnitud de 6,0 grados en la escala de Richter.

## Detalles
El epicentro fue localizado a 30 km al sureste de la ciudad de Chilpancingo en Guerrero, a una profundidad de unos 54 km. El movimiento sacudió gran parte de la región central del país, incluyendo los estados de Hidalgo, Morelos, Puebla y Veracruz, así como la Ciudad de México afecto como a 600 personas o más.

## Consecuencias
En la Ciudad de México, se llevaron a cabo medidas de alerta y prevención como el desalojo de algunas familias de sus viviendas, una momentánea suspensión del Metro, suspensión de la comunicación móvil y la energía eléctrica en algunas colonias de la Ciudad de México.
En algunas regiones como en Chilpancingo, Distrito Federal y algunos municipios del Estado de México y Morelos, se registraron cuarteaduras en algunos edificios y viviendas.
El sismo causó la muerte de dos mujeres en el municipio de Acapulco, Guerrero, donde se colapsaron cuatro viviendas, además la muerte indirecta de una mujer, producto del susto generado por el movimiento telúrico.